# 1354 w polityce

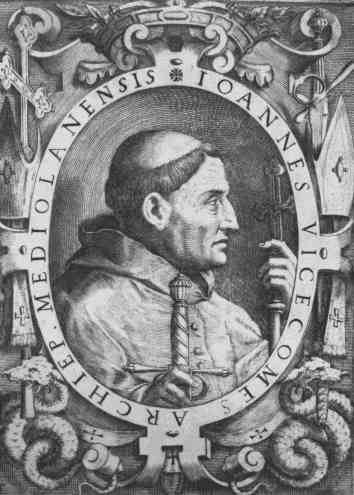
Giovanni Visconti

Wydarzenia polityczne w 1354 roku.

## Wydarzenia
- 1 marca - 8 października rządy Cola di Rienzo w Rzymie[1].
- papież ogłosił krucjatę przeciwko Litwinom i Tatarom[2][3].

## Zmarli
- 5 października Giovanni Visconti, włoski arcybiskup[4].